# Романовски
Романовски (рус. Романовские) племићке су кнежевске породице које потичу од морганатских бракова некадашњих чланова династије Романов.

## Историјат
Након Фебруарске револуције (1917) скоро сви чланови династије Романов су ступали у морганатске бракове сматрајући да у новим условима не морају поштовати строга династичка правила садржана у Основним државним законима Руске Империје. По породичном правилнику велики кнезови и кнезови императорске крви нису смјели ступати у морганатске бракове јер онда нису могли својим супругама ни потомцима преносити никаква династичка права (право на престо, титулу, презиме). Таква забрана је била укинута за кнезове императорске крви 1911, али под условом одрицања од права на престо.
Велики кнез Кирил Владимирович, који се 1924. прогласио за императора и старјешину династије Романов, одлучио је да морганатским супругама и потомству из таквих бракова дарује племићке кнежевске титуле. Супругама се додјељивала титула кнегиње и презиме по избору мужа. Дана 30. новембра 1926. било је додијељено шест таквих титула морганатским супругама: Дмитрија Павловича (кнегиња Илинска), Андреја Владимировича (кнегиња Красинска), Гаврила Константиновича (кнегиња Стрељнинска) и Андреја, Фјодора и Никите Александровича (њих тројица су одбили да приме титулу). Надаље, биле су додијељене још двије титуле — 1928. удовици Михаила Александровича (кнегиња Брасова) и 1931. морганатској супрузи Дмитрија Александровича (кнегиња Кутузова).

## Указ 1935.
Династички старјешина и проглашени император Кирил Владимирович је 15/28. јула 1935. потписао Указ о титулама и презименима супруга и дјеце чланова Императорског дома из неравнородних бракова, у својству допуне ка Основним државним законима. Супруга, дјеца и даље потомство чланова Императорског дома из морганатских, али законитих бракова, добијали су титулу и презиме „кнезова Романовских“ с додатком дјевојачког презимена супруге или презимена које додијели старјешина династије. Игнорисан је протест због коришћења презимена „Романовски“ који су упутили кнезови Романовски и војводе од Лојхтенберга (потомци Максимилијана Лојхтенбершког).
Раније дарованим презименима се додавало презиме Романовски и титула „свјетлости“ (кнегиње Романовска-Илинска, Романовска-Красинска, Романовска-Стрељнинска, Романовска-Брасова и Романовска-Кутузова). Надаље, било је додијељено још четири такве титуле (1935/1936 — Романовски-Искандер, 1939 — Романовска-Павловска, 1951 — Романовска-Куракина и 1961 — Романовска-Кнуст). Међутим, 1950-их година биле су додијељене три титуле без додатног презимена к презимену Романовски. У случају развода морганатске супруге су губиле титулу.

## Незаконити бракови
По породичном правилнику осим неравнородних, али законитих, бракова постојали су и незаконити бракови чланова Императорског дома. То су сви бракови за које није дато одобрење (сагласност) императора. Право на престо нису имали ни потомци неравнородних ни потомци незаконитих бракова.
Неки династички чланови (Борис Владимирович, Роман Петрович, Ростислав Александрович и Дмитриј Александрович у другом браку) нису уопште тражили дозволу за ступање у морганатски брак те стога њиховим незаконитим супругама није додијељена кнежевска титула, као ни њиховим незаконитим потомцима.